# IQ自動油圧ポンプ

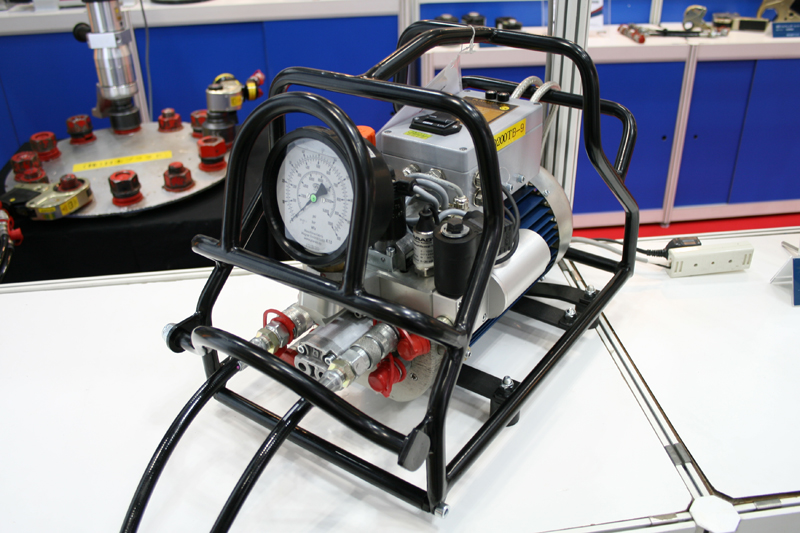
自動油圧ポンプ

自動油圧ポンプ（じどうゆあつポンプ）とは、油圧トルクレンチを作動させる複動型の自動油圧ポンプである。
自動油圧ポンプは、マイクロプロセッサー、油圧検知センサーが内蔵されており、接続して使用する油圧トルクレンチの機種、油圧ホースの長さ、油圧ホースの膨張率を記憶する。
接続する油圧トルクレンチのシリンダー容積を油圧ポンプ自体が自動で計算するため、ストロークエンドに達する直前にレンチに戻り指令が出されるので最大圧に達せず、長時間の作業でも油温上昇を制御する。またボルトの締め付け完了は設定トルクに達すると自動停止する。